# Пірамідне число
Пірамідне число — просторовий різновид фігурних чисел, що представляє піраміду з багатокутною основою та заданим числом трикутних бічних сторін. Вже античні математики досліджували тетраедричні та квадратні пірамідні числа, для яких в основі лежать правильний трикутник і квадрат відповідно. Нескладно визначити числа, пов'язані з пірамідами, в основі яких лежить будь-який інший многокутник, наприклад:

Геометричне подання квадратного пірамідного числа:.

## Визначення
Пірамідні числа визначають так:
| {\displaystyle n}-е за порядком {\displaystyle k}-кутне пірамідне число {\displaystyle \Pi _{n}^{(k)}} є сумою перших {\displaystyle n} плоских фігурних чисел {\displaystyle P_{n}^{(k)}} з тим самим числом кутів {\displaystyle k}: {\displaystyle \Pi _{n}^{(k)}=P_{1}^{(k)}+P_{2}^{(k)}+P_{3}^{(k)}+\dots +P_{n}^{(k)}} |

Геометрично пірамідне число {\displaystyle \Pi _{n}^{(k)}} можна подати як піраміду з {\displaystyle n} шарів (див. малюнок), кожен з яких містить від 1 (верхній шар) до {\displaystyle P_{n}^{(k)}} (нижня) куль.
За індукцією неважко довести загальну формулу для пірамідного числа, відому ще Архімеду:
{\displaystyle \Pi _{n}^{(k)}={\frac {n(n+1)((k-2)n-k+5)}{6}}}
Праву частину цієї формули можна виразити через плоскі багатокутні числа:
{\displaystyle \Pi _{n}^{(k)}={\frac {(k-2)n-k+5}{3}}P_{n}^{(3)}={\frac {n+1}{6}}(2P_{n}^{(k)}+n)}